# Dyskografia Tomcrafta
Dyskografia Tomcrafta – pełna dyskografia pochodzącego z Monachium niemieckiego DJ-a i producenta - Tomcrafta, grającego muzykę elektroniczną głównie w gatunkach takich jak techno, trance, czy electro.

## Albumy

### Albumy studyjne
| Albumy studyjne | Albumy studyjne | Albumy studyjne | Albumy studyjne |
| --------------- | --- | --- | --------------- |
| 1.              | All I Got - Album studyjny - Data: 20.11.2001 - Label: Kosmo Records - Długość: 66:18 - Liczba utworów: 13             | Single - Viva - Prosac - Mind - The Circle - The Mission - Powerplant - Flashback - 25.17 - Versus - Silence - All I Got |                 |
| 2.              | MUC - Album studyjny - Data: 20.12.2003 - Label: Kosmo Records - Długość: 67:20 - Liczba utworów: 11                   | Single - Overdose - Bang Bang - Loneliness - Into The Light                                                              |                 |
| 3.              | Hyper Sexy Conscious - Album studyjny - Data: 31.03.2006 - Label: Sony BMG Music - Długość: 68:58 - Liczba utworów: 13 | Single - Dirty Sanchez - Sureshot - Quelle Heure Est-Il - Da Disco                                                       |                 |
| 4.              | For the Queen - Album studyjny - Data: 14.09.2007 - Label: Kosmo Records - Długość: 56:51 - Liczba utworów: 11         | Single - Broadsword Calling Danny Boy - Ready to Go - People Like Them                                                   |                 |

### Kompilacje
| 1. | Tomcraft - The Mix - Kompilacja remiksów - Data: 2003 - Label: Kosmo Records |

## Single
| Lp. | Data       | Utwór                         | Wytwórnia                            | Album                |
| --- | ---------- | ----------------------------- | ------------------------------------ | -------------------- |
| 1.  | 21.04.1995 | This Is No House              | Kosmo Records / Kosmothority         | –                    |
| 2.  | 21.10.1995 | Rollercoaster                 | Kosmothority                         | –                    |
| 3.  | 21.03.1996 | Viva                          | Kosmothority                         | All I Got            |
| 4.  | 21.06.1996 | Unicum                        | Kosmothority                         | –                    |
| 5.  | 21.10.1996 | Prosac                        | Kosmo Records                        | All I Got            |
| 6.  | 21.10.1997 | Mind                          | Kosmo Records                        | All I Got            |
| 7.  | 21.11.1997 | The Circle                    | Kosmo Records                        | All I Got            |
| 8.  | 21.10.1998 | Gothic                        | Kosmo Records                        | –                    |
| 9.  | 21.10.1998 | The Mission                   | Kosmo Records                        | All I Got            |
| 10. | 21.11.1998 | Powerplant                    | Kosmo Records                        | All I Got            |
| 11. | 21.11.1998 | Flashback                     | Kosmo Records                        | All I Got            |
| 12. | 21.12.1998 | The Lord                      | Kosmo Records                        | –                    |
| 13. | 21.10.1999 | Punk Da Funk                  | Kosmo Records                        | –                    |
| 14. | 21.11.1999 | Ezekial 25.17                 | Kosmo Records                        | All I Got            |
| 15. | 20.08.2000 | Versus                        | Kosmo Records, Kontor / Edel Records | All I Got            |
| 16. | 21.10.2000 | Silence                       | Kosmo Records                        | All I Got            |
| 17. | 21.09.2001 | Prosac                        | Kosmo Records                        | All I Got            |
| 18. | 21.10.2001 | All I Got                     | Kosmo Records                        | All I Got            |
| 19. | 20.12.2001 | Overdose                      | Kosmo Records                        | MUC                  |
| 20. | 21.10.2002 | Bang Bang                     | Kosmo Records                        | MUC                  |
| 21. | 20.11.2002 | Loneliness                    | Kosmo Records                        | MUC                  |
| 22. | 20.10.2003 | Into The Light                | Kosmo Records                        | MUC                  |
| 23. | 21.11.2003 | Brainwashed (Call You)        | Kosmo Records                        | –                    |
| 24. | 21.12.2003 | Great Stuff                   | Great Stuff Recordings               | –                    |
| 25. | 27.01.2005 | Dirty Sanchez                 | Kosmo Records                        | Hyper Sexy Conscious |
| 26. | 27.03.2005 | Sureshot                      | Kosmo Records                        | Hyper Sexy Conscious |
| 27. | 10.08.2005 | Quelle Heure Est-Il           | Kosmo Records                        | Hyper Sexy Conscious |
| 28. | 23.01.2006 | Da Disco                      | Kosmo Records                        | Hyper Sexy Conscious |
| 29. | 03.04.2006 | Sureshot                      | Sony BMG Music                       | Hyper Sexy Conscious |
| 30. | 24.05.2006 | Katowice                      | Craft Music                          | –                    |
| 31. | 13.07.2006 | Broadsword Calling Danny Boy  | Kosmo Records                        | For the Queen        |
| 32. | 30.04.2007 | Ready to Go                   | Kosmo Records                        | For the Queen        |
| 33. | 29.05.2007 | People Like Them              | Kosmo Records                        | For the Queen        |
| 34. | 11.03.2008 | Boogie Nights (Like An Eagle) | Great Stuff Recordings               | –                    |
| 35. | 03.09.2008 | New York Storm                | Craft Music                          | –                    |

## Teledyski
| Lp. | Tytuł         | Album                |
| --- | ------------- | -------------------- |
| 1.  | Prosac        | All I Got            |
| 2.  | Mind          | All I Got            |
| 3.  | The Mission   | All I Got            |
| 4.  | Versus        | All I Got            |
| 5.  | Silence       | All I Got            |
| 6.  | Overdose      | MUC                  |
| 7.  | Loneliness    | MUC                  |
| 8.  | The Race      | Tomcraft - The Mix   |
| 9.  | Another World | On Cosmo             |
| 10. | Sureshot      | Hyper Sexy Conscious |